# Assago
Assago est une commune italienne de la ville métropolitaine de Milan, dans la région Lombardie.

## Administration
| Période                                  | Période  | Identité          | Étiquette                     | Qualité |
| ---------------------------------------- | -------- | ----------------- | ----------------------------- | ------- |
| 2004                                     | 2008     | Domenico Raimondo | Lista Civica (centrosinistra) |         |
| 2009                                     | En cours | Graziano Musella  | PdL - Lega Nord (droite)      |         |
| Les données manquantes sont à compléter. |          |                   |                               |         |

### Communes limitrophes
Milan, Buccinasco, Zibido San Giacomo, Rozzano.

## Jumelages
- Nozay (France) depuis 2006 ;
- Střelice (Tchéquie) depuis 2006.